# Мальчик-крыса
«Мальчик-крыса» — американский драматический фильм 1986 года, снятый Сондрой Локк в главной роли. Сценарий фильма временами комичен или серьезен, и одна из его особенностей заключается в том, что нет никакого объяснения происхождения и существования Крысобоя как гибрида человека и крысы.

## Сюжет
Бывшая продавщица витрин по имени Никки подслушивает упоминание о таинственном "Крысолове" по имени Юджин, когда ныряет в мусорный контейнер на свалке. Найдя его и подружившись с ним, Никки предпринимает несколько попыток донести свою уникальность до широкой публики. В то же время Евгений хочет избежать общественного внимания.
В конце концов, полиция ищет тело Юджина, а опечаленная Никки стоит рядом, пока кристалл в кармане ее куртки не начинает светиться. Юджин выжил после перестрелки с полицией и прячется на вершине дерева, подавая сигнал Никки. Никки счастлива, что Юджин жив. Затем Юджин убегает, поскольку полиция продолжает его поиски.

## В ролях
- Сондра Локк в роли Никки Моррисон
- Шэрон Бэрд[англ.] в роли Юджина/Крысолова
- Роберт Таунсенд в роли Мэни
- Ларри Хэнкин в роли Роберта Джуэлла
- Сидни Лэссик в роли Ли
- Геррит Грэм в роли Билли Моррисона
- Луи Андерсон в роли Омера Моррисона

## Критика
На сайте Rotten Tomatoes фильм имеет рейтинг 25% «свежести» на основе 8 рецензий кинокритиков. Роджер Эберт дал фильму две звезды из четырех, отметив его как картину «вызывающую недоумение», раскритиковав «уникальный посыл» фильма, перерастающий в более «обыденное повествование».

### Награды и номинации
Сондра Локк была номинирована на премию «Золотая малина» в категории«худшая актриса».